# Едуард Мьорике
Едуард Мьорике (на немски: Eduard Mörike) е късен немски романтик – лирик и белетрист, – представител на „Швабската школа“.

## Живот
Мьорике е роден в Лудвигсбург в семейството на лекар. Още като момче загубва баща си, но успява да завърши гимназия в Щутгарт, а после следва в университета „Тюбингер щифт“ протестантска теология. В Тюбинген се влюбва трагично в една красива дама с циганско потекло и в стила на Петрарка възвеличава любимата си в песни – цикъла „Перегрина“ (1824). След дълги усилия Мьорике успява да се назначи за викарий, но не се задържа задълго на тази длъжност. Става домашен учител при чичо си в Щутгарт и едва на тридесетгодишна възраст получава постоянно място като пастор в Клеверзулцбах, но след девет години се пенсионира по болест. Поетът встъпва в несполучлив брак, публикува много и е избран за почетен доктор на Тюбингенския университет. Накрая става придворен съветник и професор по литература.

## Творчество
Едуард Мьорике с неговите „Стихотворения“ (1838 – 1867) е смятан за един от големите германски поети на XIX век, който гради творчеството си върху художествените традиции на класиката, романтизма и християнството. Той възстановява хармонията между човека и света, постигната чрез самоотречение и отказ от „насладите и тегобите“ на мига. С топлота и тънък усет за човешките копнежи поетът възпява дребните неща в живота на хората и в живота на природата. Стиховете на Мьорике се отличават с прецизно описание на душевни състояния и богата метафорика, с нюансирана метрика и сила на внушението. Много негови текстове са станали основа за прочути песни на композитора Хуго Волф.
През 1991 г. град Фелбах учредява в чест на поета литературната награда „Мьорике“.
Сбогом
„Сбогом!“ – Чувстваш ли за миг

Тази дума как ранява?

Казваш я с уверен лик,

Сякаш туй те забавлява.

„Сбогом!“ – Смазан от печал,

Сам изрекох под небето.

Стенех в непосилна жал,

Тъй погубих си сърцето.

1834